# Essigsäureoctylester
Essigsäureoctylester ist eine chemische Verbindung aus der Gruppe der Carbonsäureester. Der Ester kommt in vielen Pflanzen natürlich vor und wird insbesondere als Aromastoff eingesetzt. Isomere Ester der Essigsäure sind das 3-Octylacetat und das 2-Ethylhexylacetat.

## Vorkommen
Octylacetat kommt im ätherischen Öl verschiedener Arten der Familie Doldenblütler vor. In der Pastinake kommt es insbesondere im Öl von wilden Varianten vor, während kultivierte Varianten mehr Octylbutyrat enthalten. Bei Zosima absinthifolia kommt es in Ölen aus allen Pflanzenteilen vor, der Gehalt ist im Öl aus Früchten aber mit etwa 80 % am höchsten.
Im Öl des Golpar kommt es zu etwa 11–20 % vor. Es ist außerdem in vielen weiteren Arten der Gattung Heracleum enthalten, darunter auch der Riesen-Bärenklau. Auch kommt es im Blattöl von Backhousia bancroftii (Gattung Backhousia) vor.
Octylacetat kommt auch in verschiedenen Früchten vor, unter anderem im Schalenöl von Daidai, Orangen, Grapefruit, Mandarine, Bitterorange und Zitrone; in Pflaumen, Melonen, Guaven, den Früchten der Gemeinen Alraune, sowie in verschiedenen Arten von Erdbeeren (Garten-Erdbeere, Wald-Erdbeere und Moschus-Erdbeere).
Es ist Bestandteil des Alarmpheromons von Bienen, mit dem andere Bienen angelockt werden.
Essigsäureoctylester kommt in hoher Konzentration (30–68 %) im Öl von Weihrauch. Auch in Wein ist Octylacetat enthalten und ist dort mitverantwortlich für das Aroma.

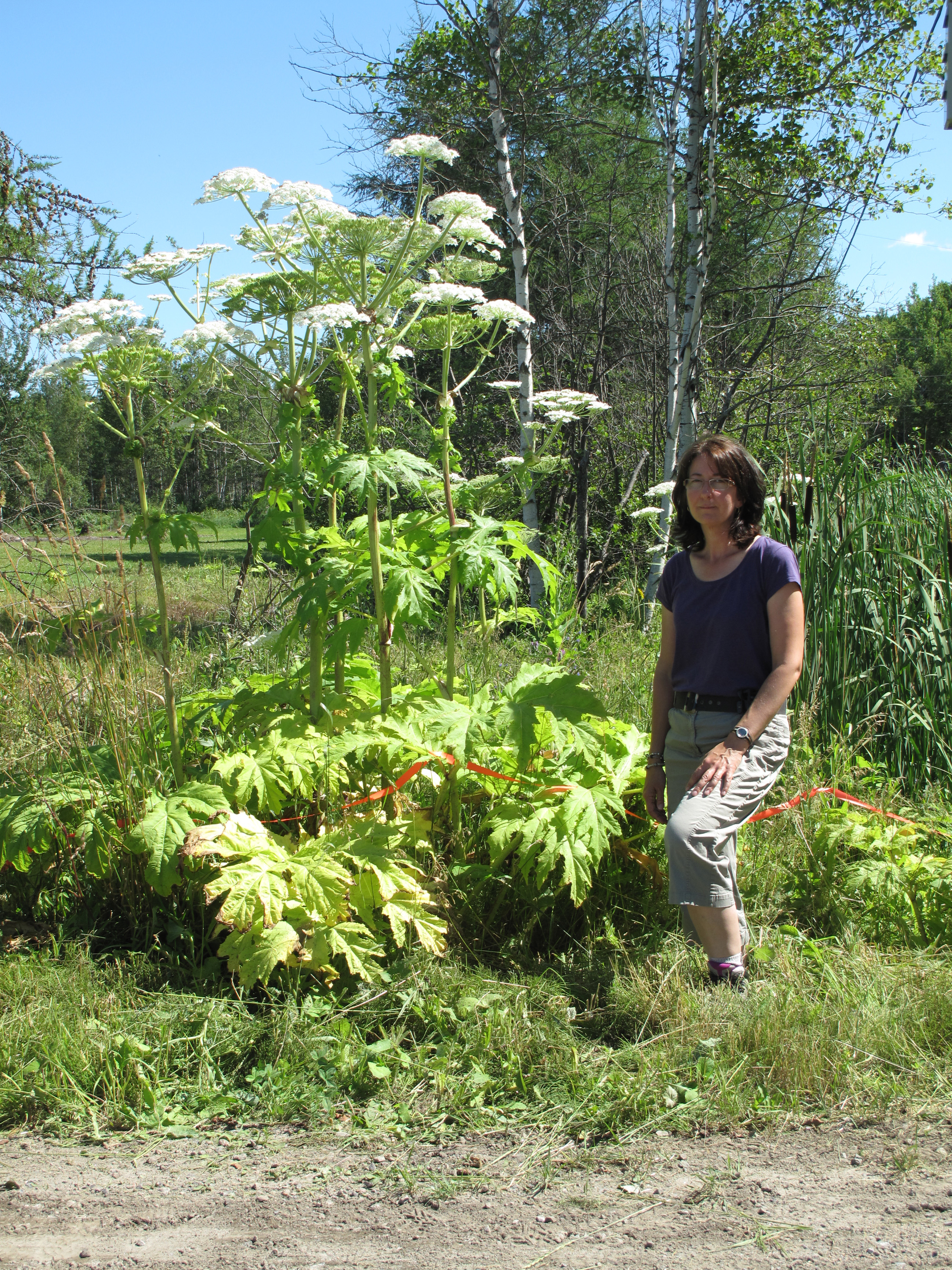
Riesen-Bärenklau
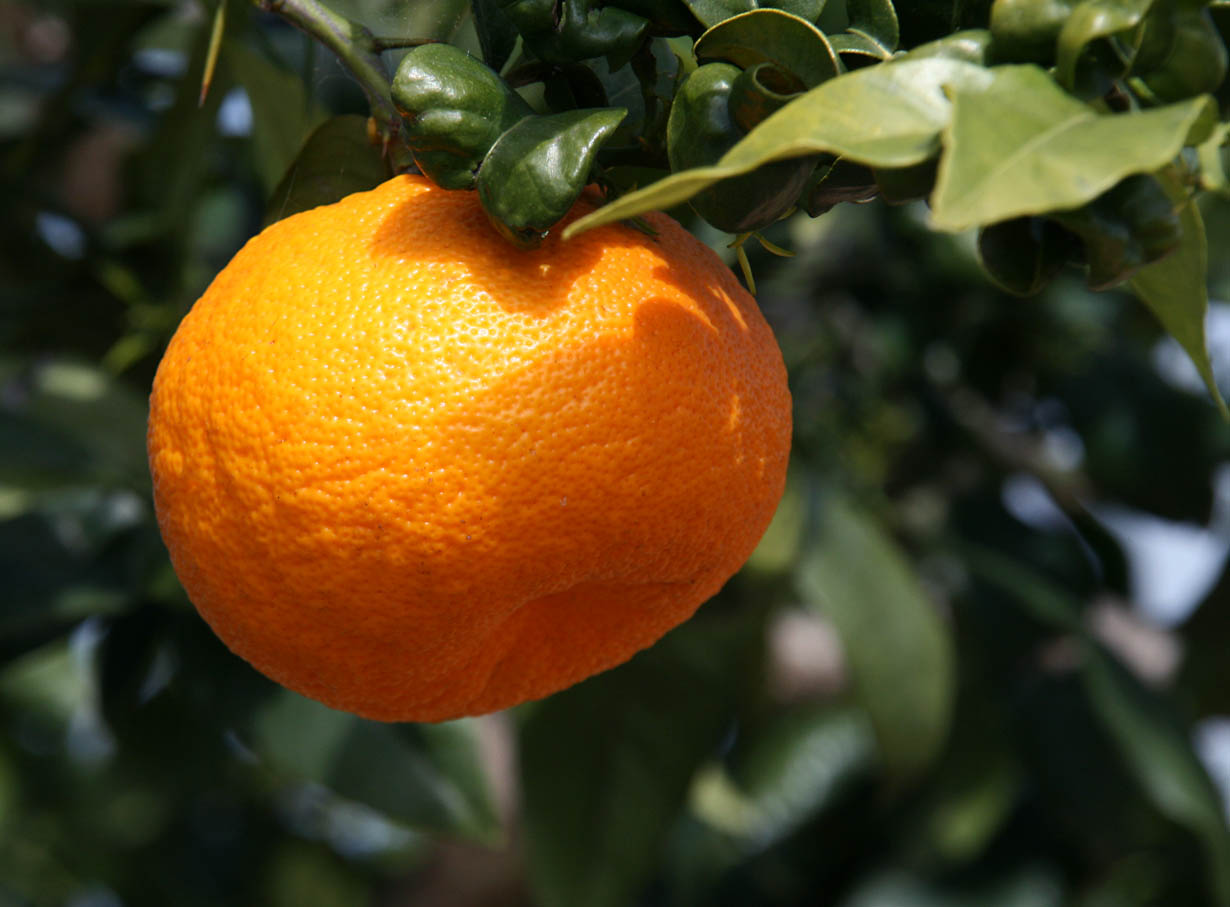
Daidai
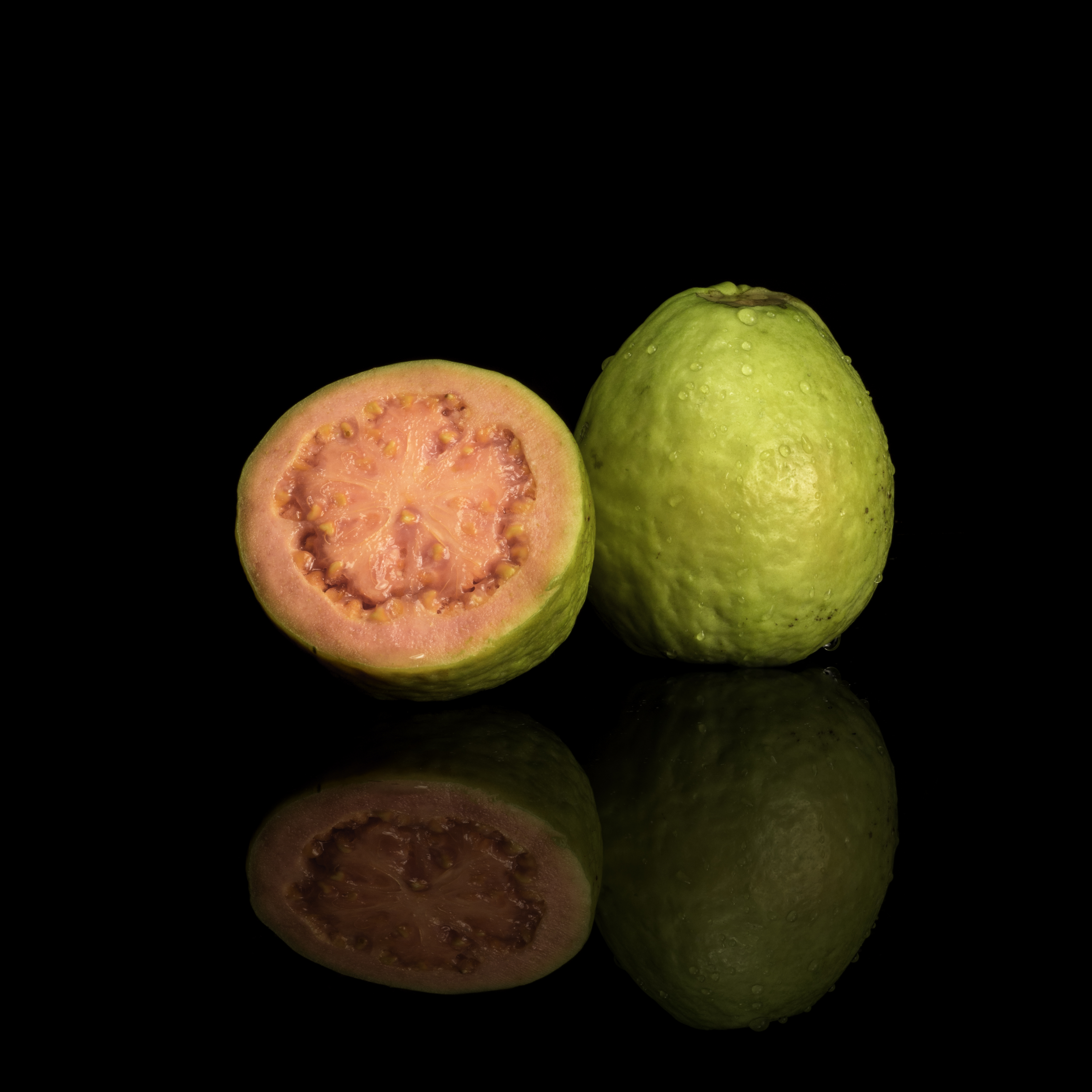
Guave
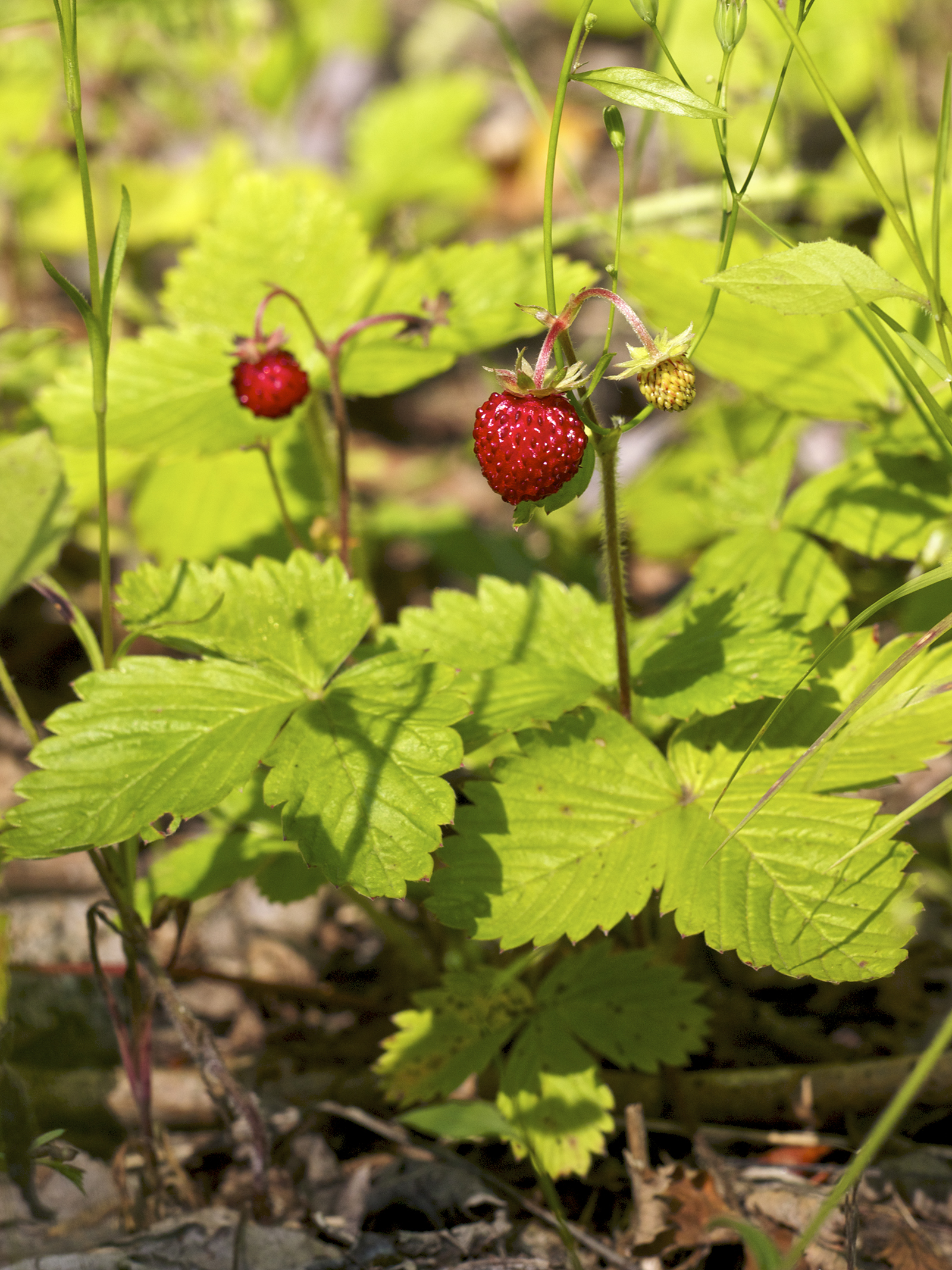
Wald-Erdbeere
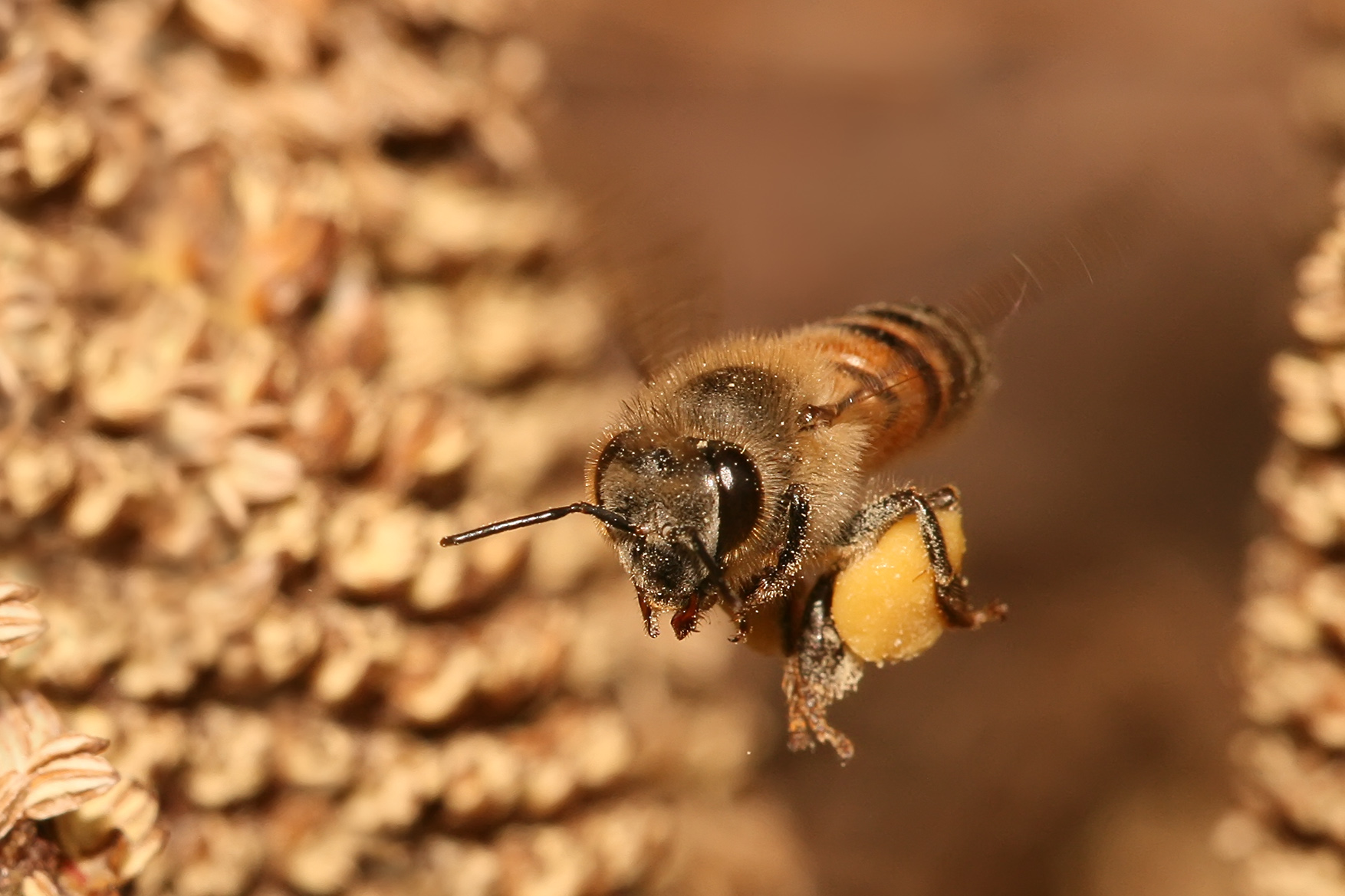
Honigbiene
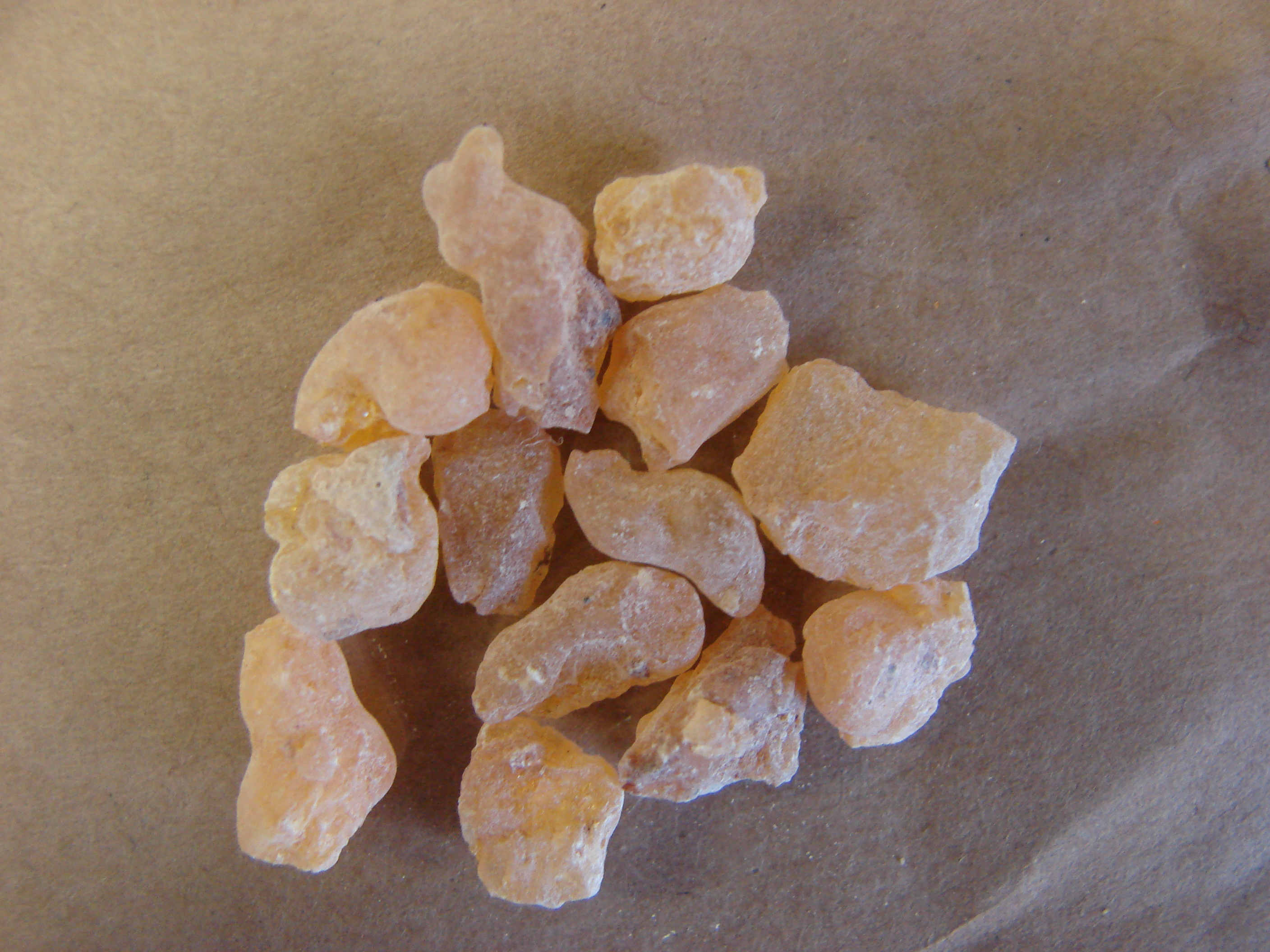
Weihrauch

## Gewinnung und Darstellung
Essigsäureoctylester wird durch säurekatalysierte Veresterung von 1-Octanol mit Essigsäure gewonnen.
{\displaystyle \mathrm {CH_{3}(CH_{2})_{7}OH+CH_{3}CO_{2}H\longrightarrow CH_{3}(CH_{2})_{7}O_{2}CCH_{3}+H_{2}O} }
Es kann auch durch Umsetzung von 1-Chloroctan mit Natriumacetat unter Phasentransferkatalyse gewonnen werden. Aus Biomasse kann es über das Zwischenprodukt Furfurylaceton (4-(Furan-2-yl)but-3-en-2-on) gewonnen werden, indem dieses mit einer katalytischen Menge Scandiumtriflat und einem Palladium-Kohle-Festphasenkatalysator in Essigsäure umgesetzt wird. Auch eine enzymatische Reaktion durch Umesterung von Vinylacetat mit Octanol ist möglich.

## Eigenschaften
Essigsäureoctylester ist eine wenig flüchtige, farblose Flüssigkeit mit schwach fruchtigem Geruch nach Orangen, die praktisch unlöslich in Wasser ist. Es hat eine Geruchsschwelle von 12 µg/kg in Wasser. Die Geruchsschwelle in der Luft ist 20 ppb. Der Ester bildet schwer entzündliche Dampf-Luft-Gemische. Die Verbindung hat einen Flammpunkt bei 83 °C. Die Zündtemperatur beträgt 220 °C. Der Stoff fällt somit in die Temperaturklasse T3.

## Toxikologie
In einer Toxizitätsstudie an Ratten führte die längere Gabe von höheren Dosen zu einigen detektierbaren Effekten wie durchschnittlich niedrigerem Körpergewicht und Vergrößerungen von Leber und Nieren. Insgesamt war beobachtete Toxizität aber gering. In einer anderen Studie wurde die Teratogenität der Verbindung bei Ratten untersucht. Nur bei Dosen, die für die Mütter toxisch waren, wurde eine erhöhte Zahl an Fehlbildungen der Föten beobachtet. Eine davon unabhängige Teratogenität wurde nicht beobachtet.

## Verwendung
Essigsäureoctylester wird als hochsiedendes Lösungsmittel und künstliches Aroma verwendet. In der EU ist es unter der FL-Nummer 09.007 als Aromastoff für Lebensmittel allgemein zugelassen.